# Kaminotani Ike
Kaminotani Ike är en sjö i Antarktis. Den ligger i Östantarktis. Norge gör anspråk på området. Kaminotani Ike ligger 146 meter över havet. Den ligger vid sjöarna  Maruyama Ike och Ayame Ike.